# Гагарка (Республіка Алтай)
Гагарка (рос. Гагарка) — село Усть-Коксинського району, Республіка Алтай Росії. Входить до складу Верх-Уймонського сільського поселення.
Населення — 229 осіб (2015 рік).
Село засноване 1866 року.